# Allobates bromelicola
Allobates bromelicola är en groddjursart som först beskrevs av Test 1956.  Allobates bromelicola ingår i släktet Allobates och familjen Aromobatidae. IUCN kategoriserar arten globalt som otillräckligt studerad. Inga underarter finns listade i Catalogue of Life.